# Plomodiern
Plomodiern (bret. Ploudiern) – miejscowość i gmina we Francji, w regionie Bretania, w departamencie Finistère.
Według danych na rok 1990 gminę zamieszkiwały 1912 osoby, a gęstość zaludnienia wynosiła 41 osób/km² (wśród 1269 gmin Bretanii Plomodiern plasuje się na 330. miejscu pod względem liczby ludności, natomiast pod względem powierzchni na miejscu 93.).